# Timarcha durmitoriensis
Timarcha durmitoriensis — вид жуков из подсемейства хризомелин семейства листоедов.

## Распространение
Встречается в Динарском нагорье.